# Park Etnograficzny Krakowiaków Zachodnich
Park Etnograficzny Krakowiaków Zachodnich w Wygiełzowie (do 17 stycznia 2023 r. Nadwiślański Park Etnograficzny) – skansen powstały w 1968 r. we wsi Wygiełzów w gminie Babice (powiat chrzanowski, woj. małopolskie), w którym zgromadzono i udostępniono do zwiedzania przykłady budownictwa drewnianego Krakowiaków Zachodnich charakterystycznego dla okolic Krakowa. Krakowiacy Zachodni – grupa etnograficzna zamieszkująca obszar od Bochni, przez okolice Krakowa, Proszowic, Oświęcimia, Wadowic, Olkusza, Miechowa, Chrzanowa, Jaworzna, aż po rzekę Przemszę stanowiącą granicę etnograficzną z Górnym Śląskiem (Mysłowice).
Decyzja o powstaniu skansenu zapadła dzięki inicjatywie krakowskich etnografów i historyków sztuki m.in. ówczesnej Wojewódzkiej Konserwator Zabytków w Krakowie dr Hanny Pieńkowskiej, jej zastępcy dra Mariana Korneckiego oraz prof. Tadeusza Chrzanowskiego.
Park Etnograficzny Krakowiaków Zachodnich położony jest u stóp wzgórza Lipowiec, na którym zachowały się ruiny zamku o tej samej nazwie. Do końca 2006 r. Skansen i ruiny zamku Lipowiec znajdowały się pod zarządem Muzeum w Chrzanowie, a od 1 stycznia 2007 r. weszły w skład nowo utworzonej instytucji pod nazwą Muzeum – Nadwiślański Park Etnograficzny w Wygiełzowie i Zamek Lipowiec – Instytucja Kultury Województwa Małopolskiego. 31 grudnia 2011 r., decyzją Ministra Kultury i Dziedzictwa Narodowego Muzeum zostało wpisane pod pozycją 104 do Państwowego Rejestru Muzeów. Od 18 stycznia 2023 r. instytucja nosi nazwę Muzeum Małopolski Zachodniej w Wygiełzowie, którego administracja w marcu 2024 roku została przeniesiona z Wygiełzowa do Muzeum Pożarnictwa w Alwerni. 

## Obiekty
W 2012 roku na terenie skansenu znajdowało się 25 obiektów:
1. Dom z Chrzanowa z 1804 r., typowy dla podmiejskiej architektury małomiasteczkowej. W izbie kuchennej ekspozycja garncarska ukazująca warunki życia i pracy rodzinny garncarza w I. poł. XX w.
2. Dom z Alwerni z 1825 r., typowy dla małomiasteczkowej zabudowy rynkowej.
3. Karczma, rekonstrukcja karczmy z Minogi z poł. XIX w.
4. Studnia z Aleksandrowic z II. poł. XIX w.
5. Spichlerz dworski jednokondygnacyjny z Kościelca z 1798 r. do magazynowania ziarna, mąki, kaszy i grochu. We wnętrzu spichlerza znajdują się sprzęty i narzędzia charakterystyczne dla tradycyjnej gospodarki chłopskiej: radło, pług, kolca do pługa, grabie, widły, sprzęt do transportu – tracz, stępa, „lada” do cięcia liści, przetaki, wagi do słomy i siana, beczki na kapustę, szatkownica, pojemniki na ziarno (beczki ze słomy i beczki dłubane, skrzynie klepkowe – sąsieki).
6. Chałupa modrzewiowa sołtysa M. Marchewki z Przegini Duchownej z 1862 r. z oryginalnym wyposażeniem wnętrza.
7. Spichlerz z Giebułtowa z I. poł. XIX w. z gospodarstwa folwarcznego Sióstr Wizytek.
8. Olejarnia z Dąbrowy Szlacheckiej z II. poł. XIX w., przebudowana w 1902 r., z oryginalnymi narzędziami do wyrobu oleju.
9. Kuźnia z Liszek z II. poł. XIX w., z dachem z otworami dymnikowymi i okapem nad wejściem.
10. Chałupa rodziny Drzyżdrzyków z Podolsza z 1862 r., średniozamożna z wystawą „Święcone w domu wójta” i „Dawny sprzęt gospodarstwa domowego”, w komorze znajduje się piec chlebowy i narzędzia do wypieku chleba: dzieża, pomietło, pociosek, łopata, foremki do kształtowania chleba. W izbie kuchennej znajduje się zestaw narzędzi do prania, prasowania i maglowania.
11. Stodoła ośmioboczna z Przeciszowa z II. poł. XIX w. Dodatkową atrakcją są eksponaty, które mogą posłużyć się zwiedzający: cepy, żarna, stępa.
12. Chałupa z Przeciszowa z 1837 r. z wystawą „W szkole naszych dziadków” i ze sprzętami do obróbki lnu i warsztat wikliniarski.
13. Stodoła ośmioboczna z Kaszowa z poł. XIX w.
14. Chlewik z Kaszowa.
15. Chałupa z Płazy z końca XIX w., biedniacka, w której znajduje się gospodarstwo zielarki i warsztat do szycia koszyków z korzenia sosny.
16. Chałupa z Rozkochowa z 1813 r., stanowiąca zagrodę jednobudynkową, łączącą wspólnym dachem część mieszkalną i stajnię. W chałupie eksponowany jest warsztat do lania świec.
17. Stodoła ośmioboczna plebańska z Regulic z poł. XIX w.
18. Młyn z Sadek z drugiej połowy XIX wieku z izbą kurną.
19. Zagroda okołowa ze Staniątek z 1855 r., w kształcie czworoboku z zamkniętym dziedzińcem w środku. We wnętrzu znajduje się sprzęt do połowu ryb, prasa do wyrobu grzebieni z rogu, narzędzia do skręcania sznurów. Znajduje się też wystawa „Wesele krakowskie”.
20. Stodoła ze Staniątek z II. poł. XIX w.
21. Kościół z Ryczowa z pocz. XVII w. o konstrukcji zrębowej, w typie budowli gotyckiej, z oryginalnym wyposażeniem, polichromia stropów i ścian z lat 30. XX w. Co roku na przełomie sierpnia i września w drewnianym kościółku odbywa się Festiwal Muzyki Kameralnej i Organowej.
22. Dzwonnica alarmowa z Nowej Góry z 1778 r.
23. Dwór z Drogini z 1730 r. zamożnej rodziny szlacheckiej – jest to największy obiekt w skansenie. W części muzealnej wystawa „Mieszkanie zamożnej rodziny szlacheckiej. Ekspozycja obejmuje pięć sal: salon, pokój pani, pokój rezydentki, sypialnia, gabinet pana.
24. Spichlerz z Bobrka[7].

Ponadto w skansenie znajdują się:
- ule kłodowe wykonane z pni grubych drzew, powszechne w rejonie nadwiślańskim,
- dzwonek na Anioł Pański z Rozkochowa z II. poł. XIX w.,
- Krzyż Bożej Męki z Luborzycy k. Krakowa z II. poł. XIX w.
- amfiteatr o łącznej powierzchni 730 m², widownia może pomieścić ok. 500 osób.

## Galeria

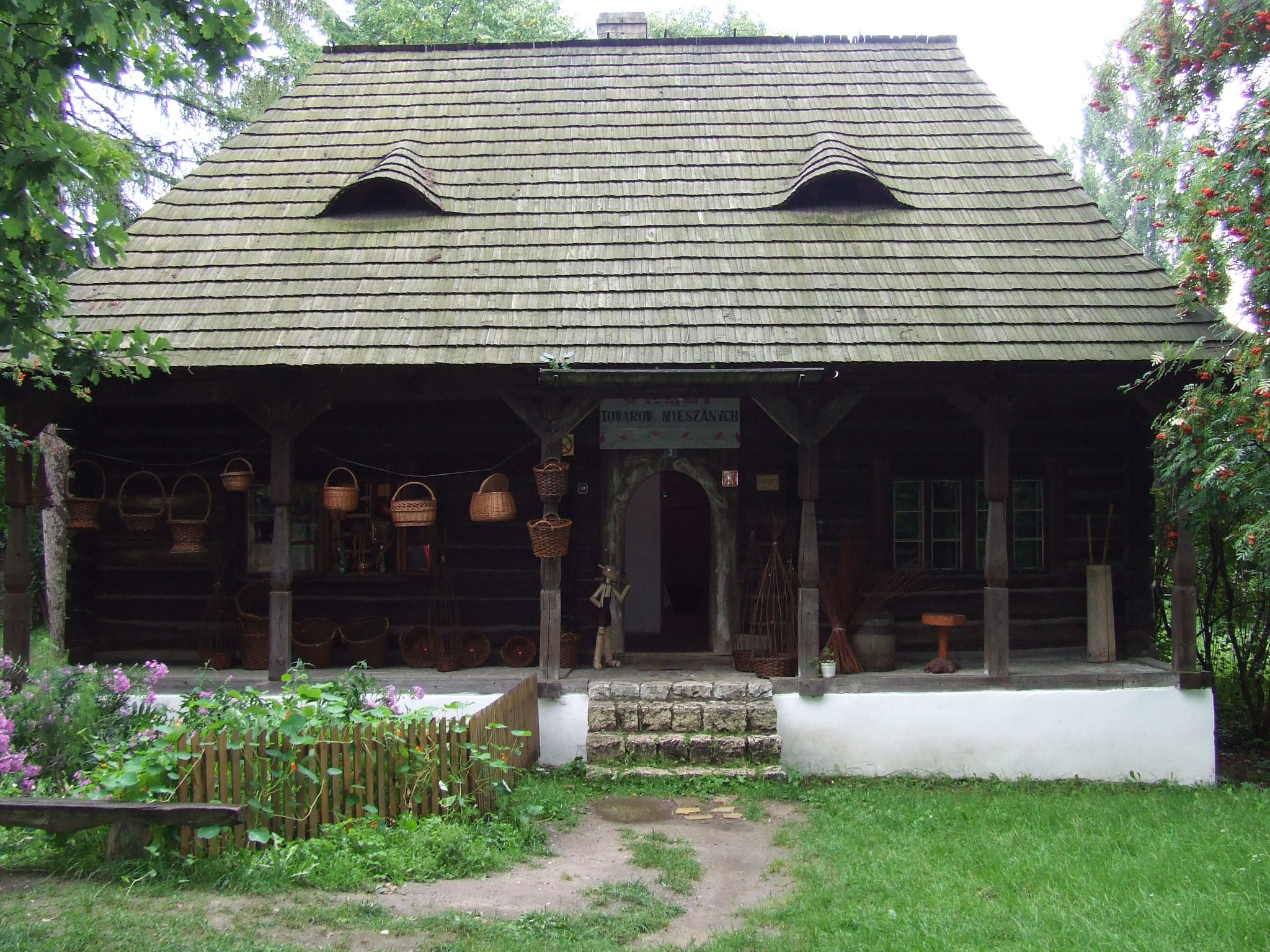
Dom z Alwerni
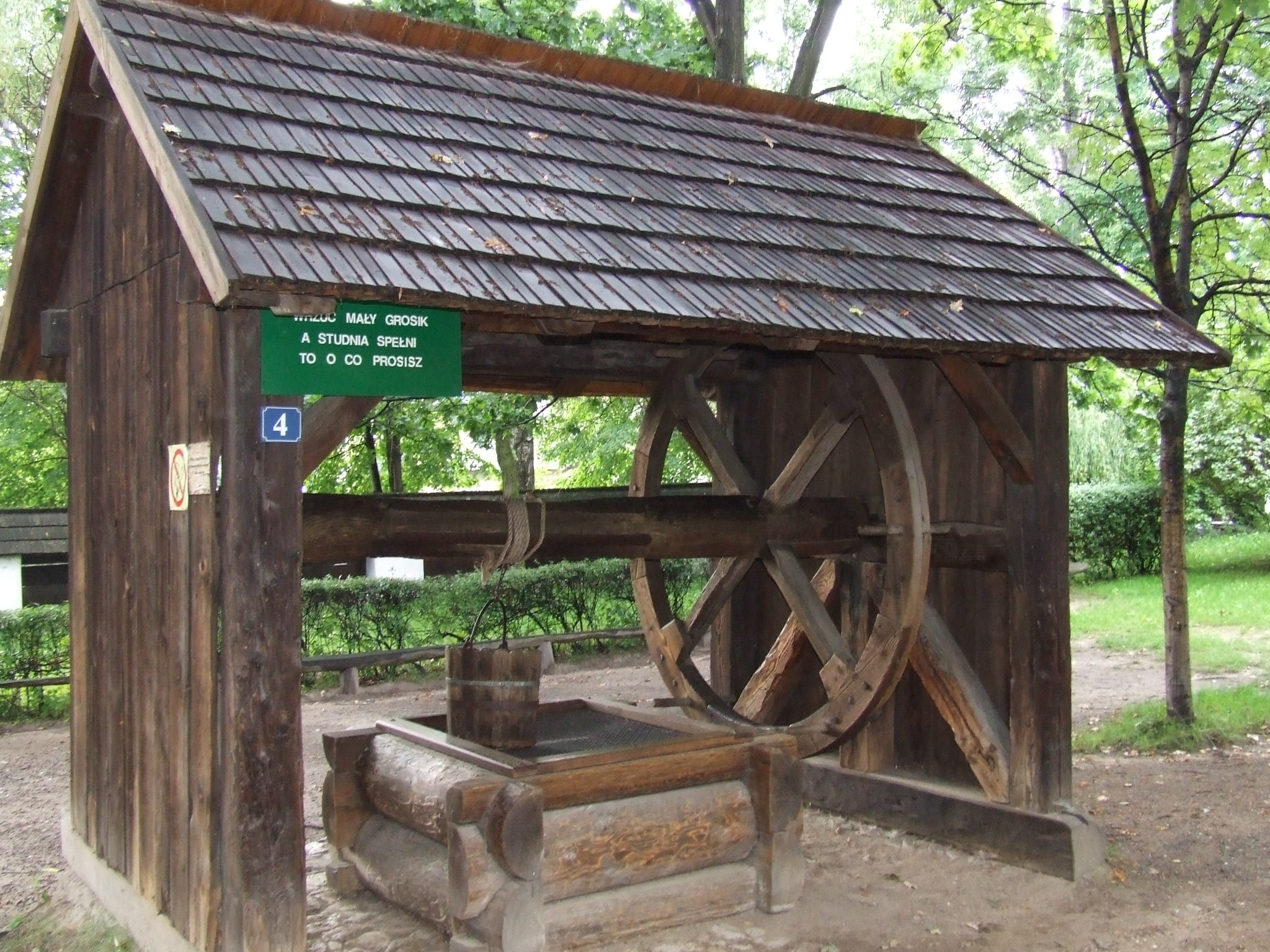
Studnia z Aleksandrowic
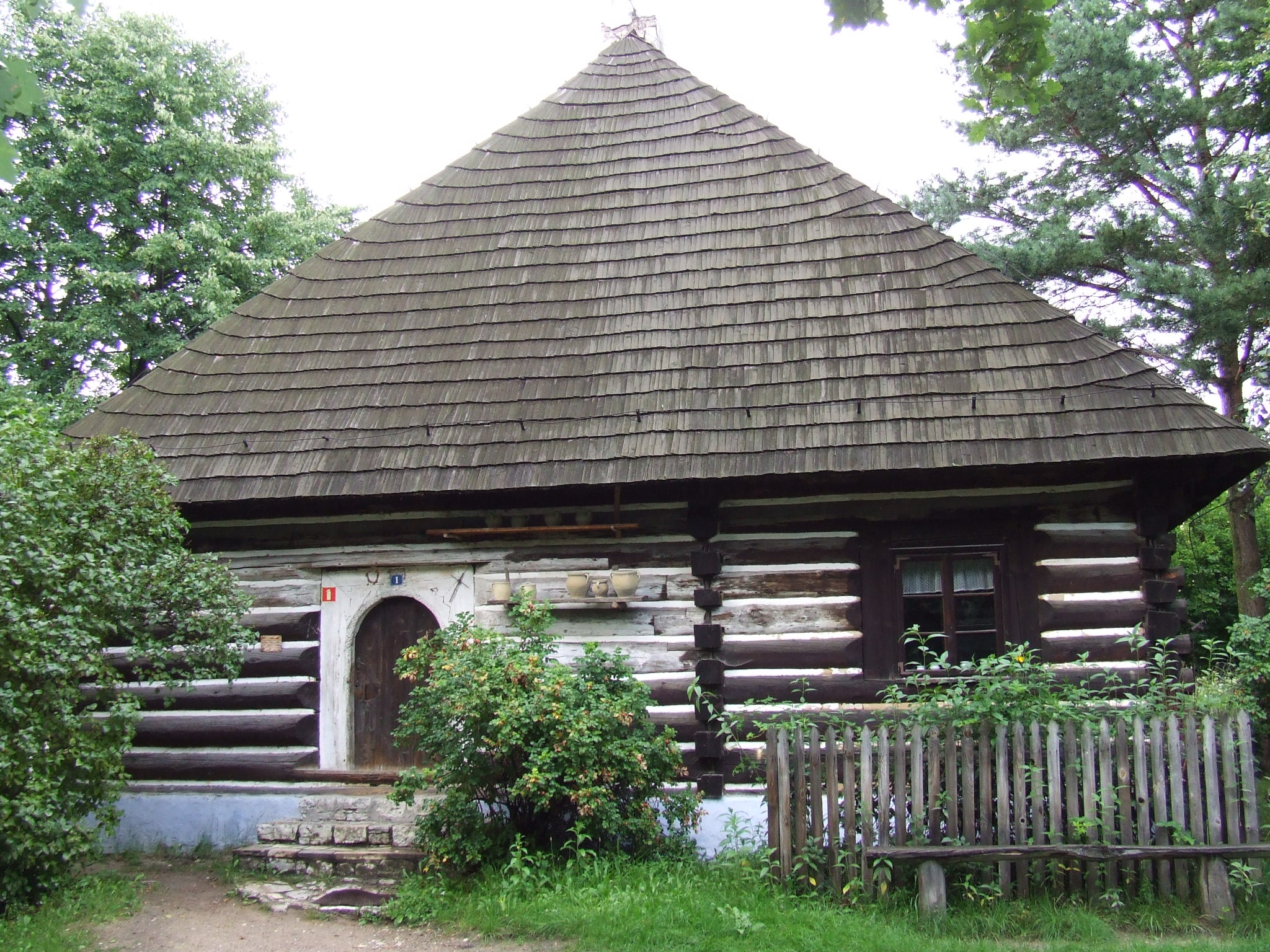
Dom z Chrzanowa
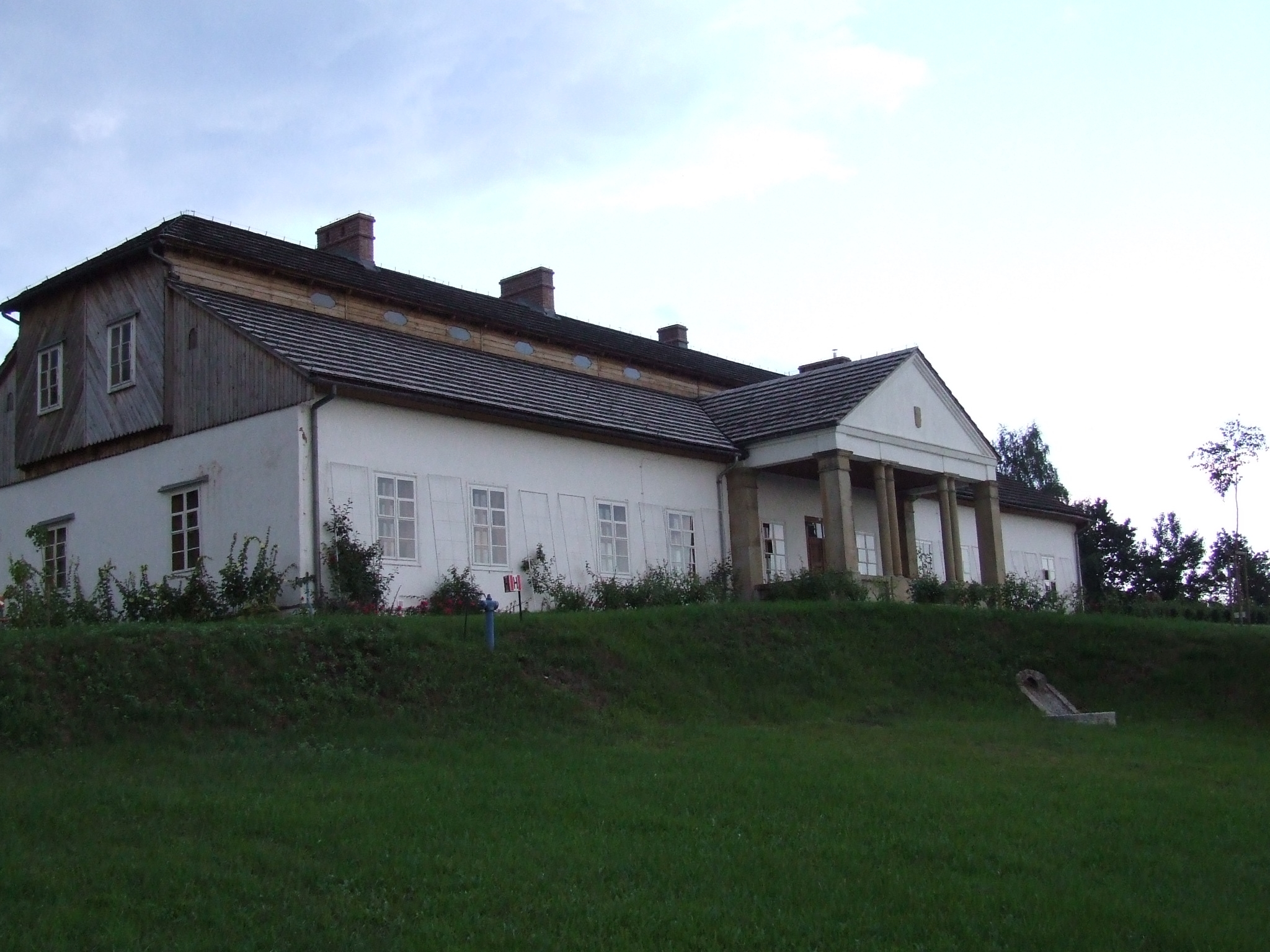
Dwór z Drogini
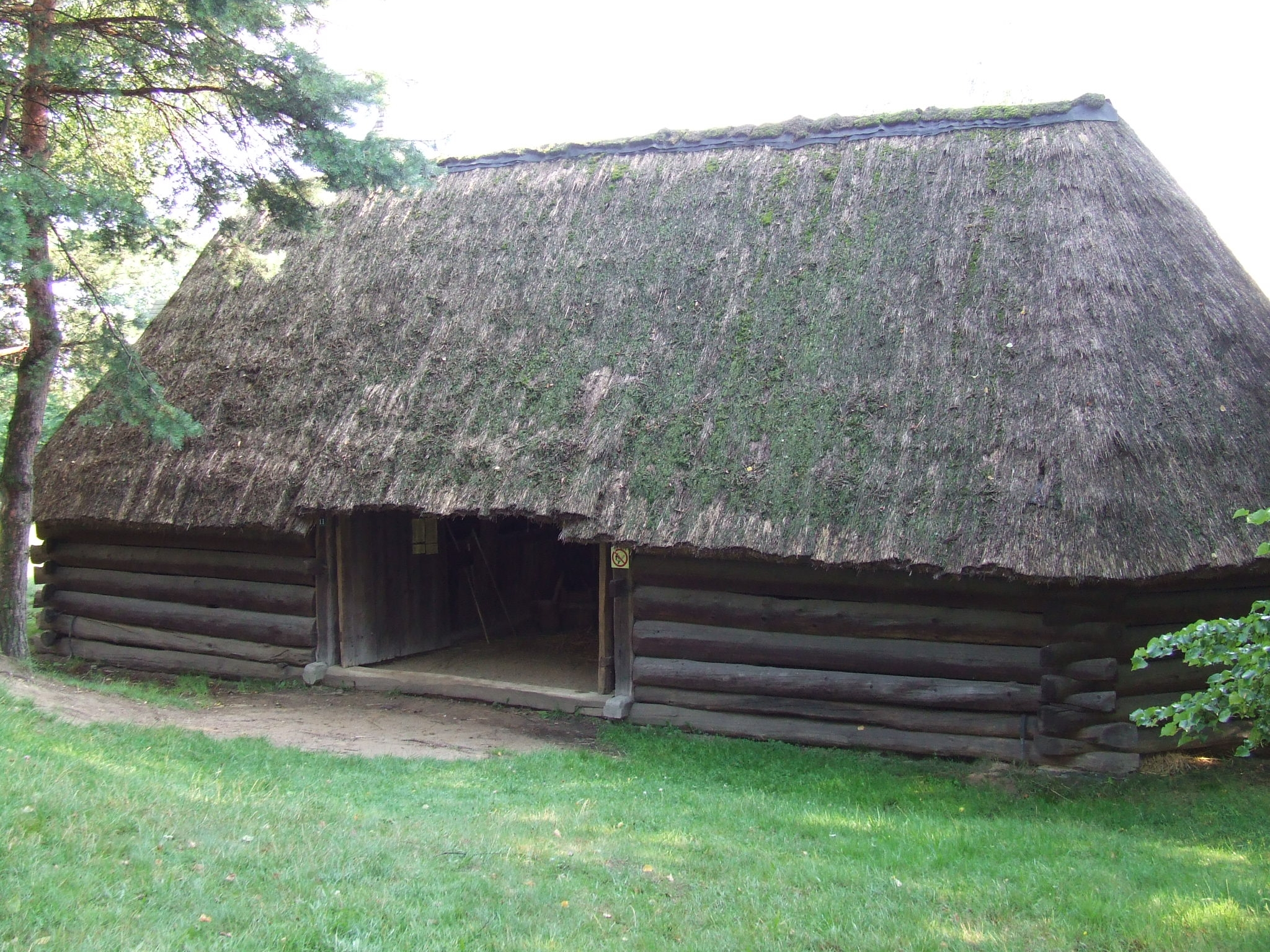
Stodoła ośmioboczna z Przeciszowa
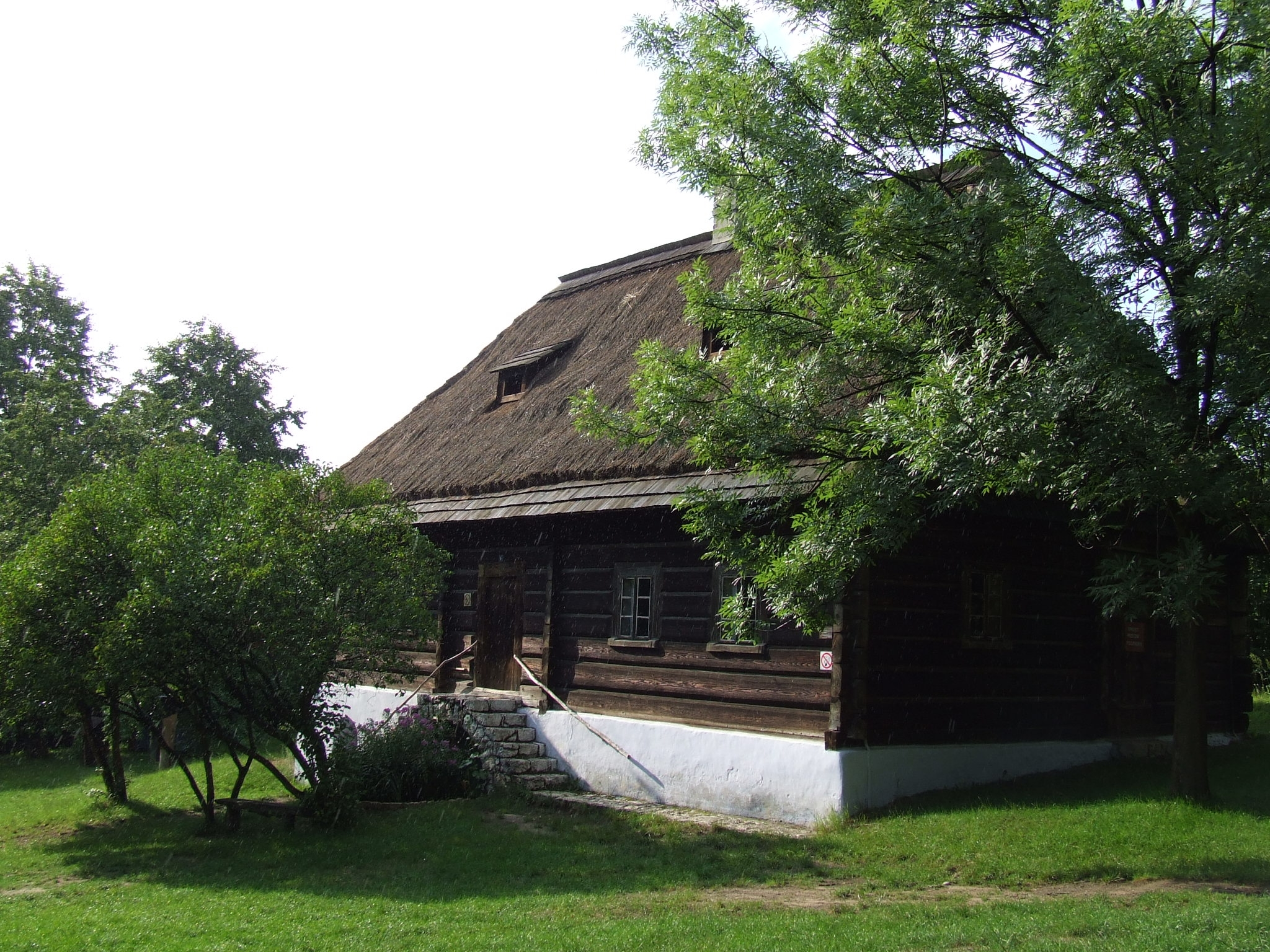
Chałupa sołtysa z Przegini Duchownej
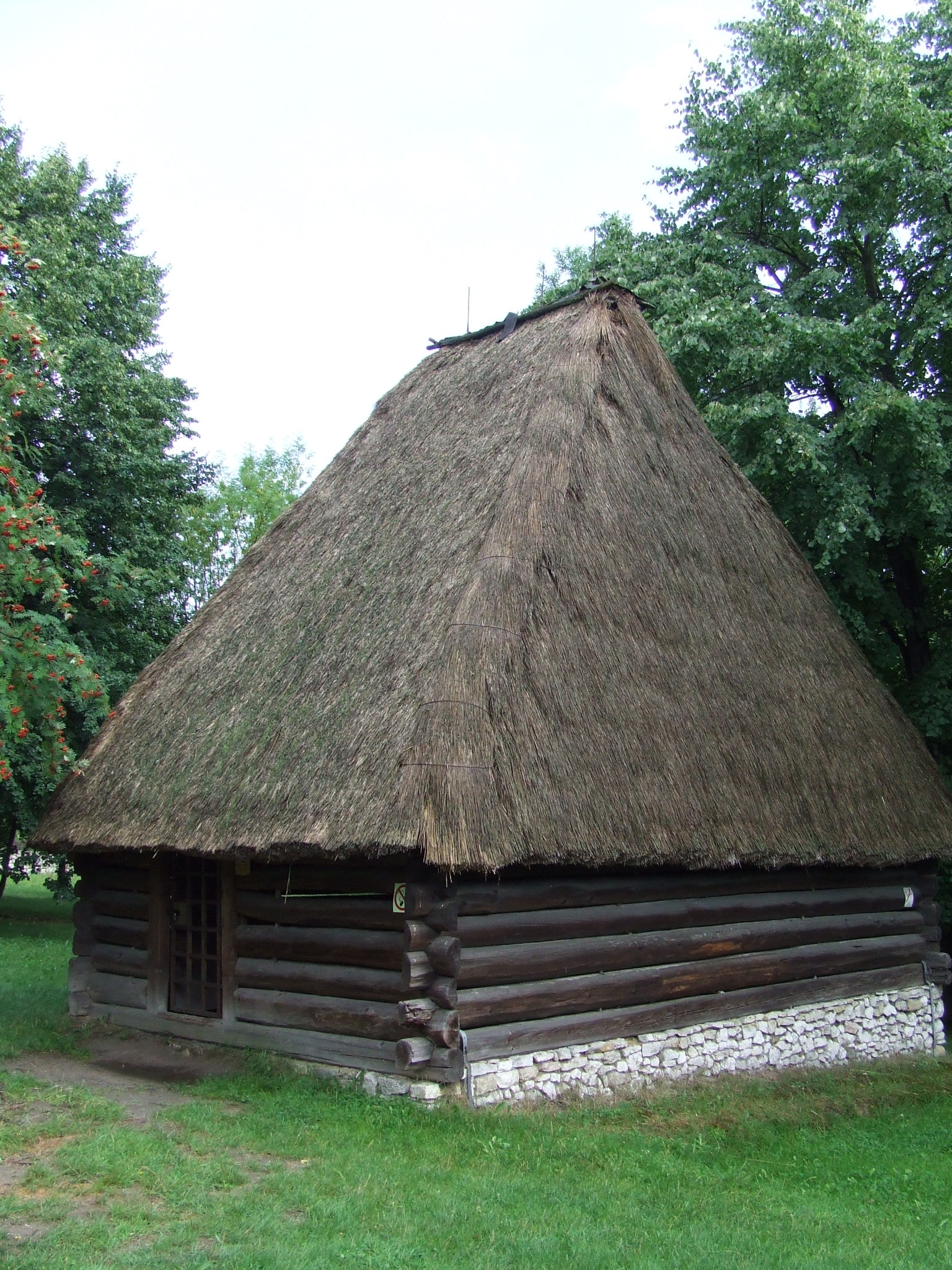
Olejarnia z Dąbrowy Szlacheckiej
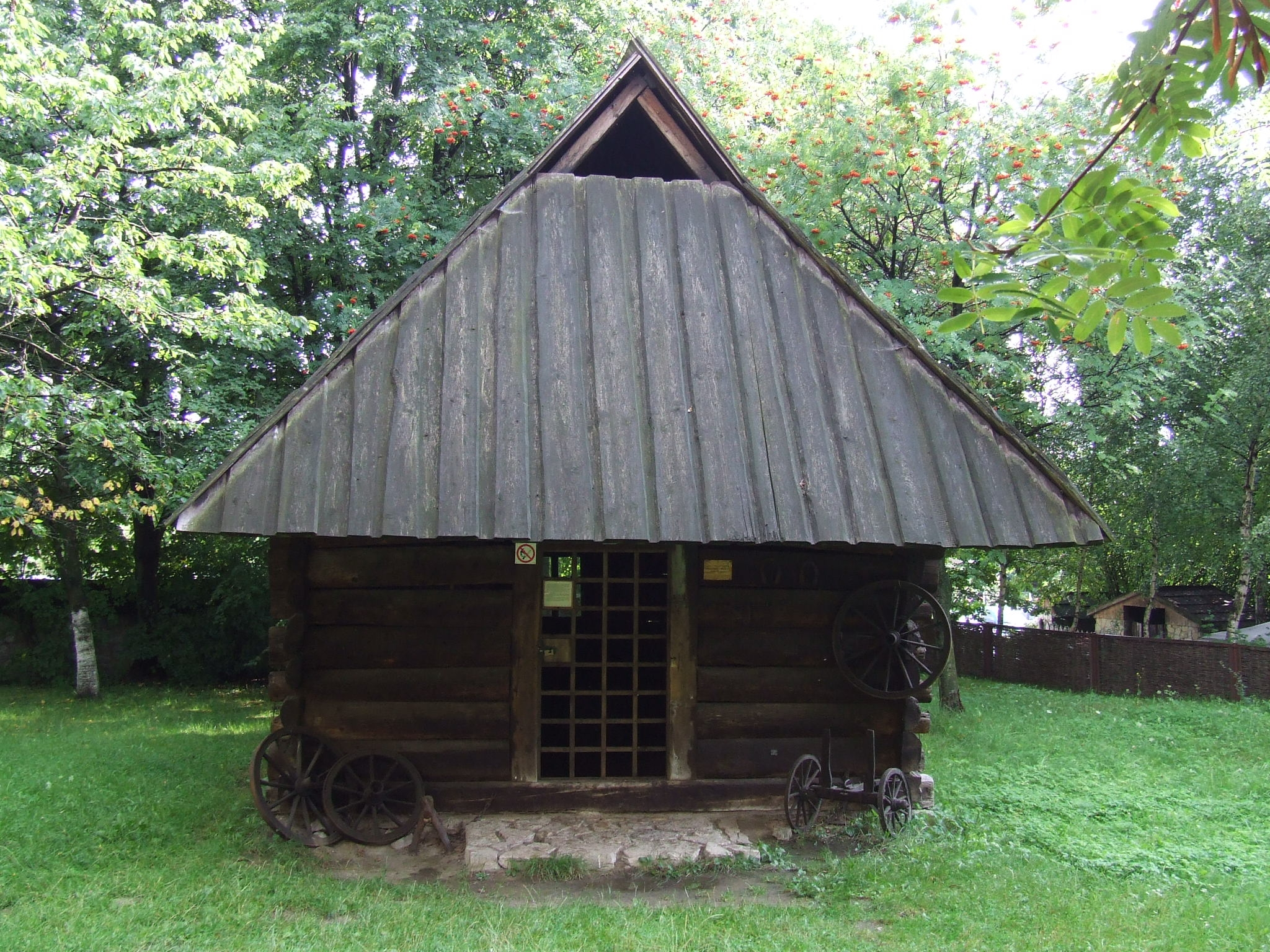
Kuźnia z Liszek
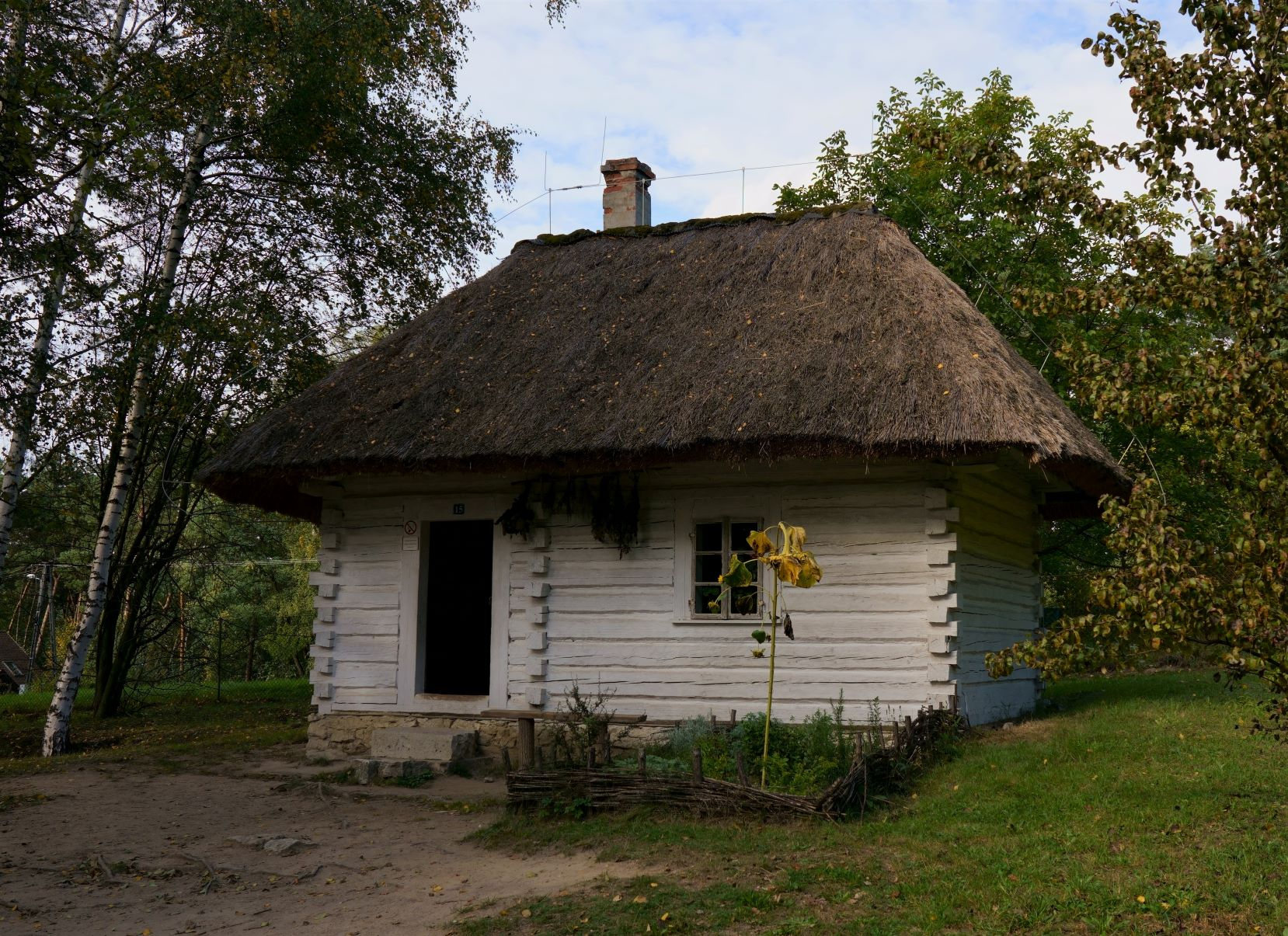
Chałupa z Płazy
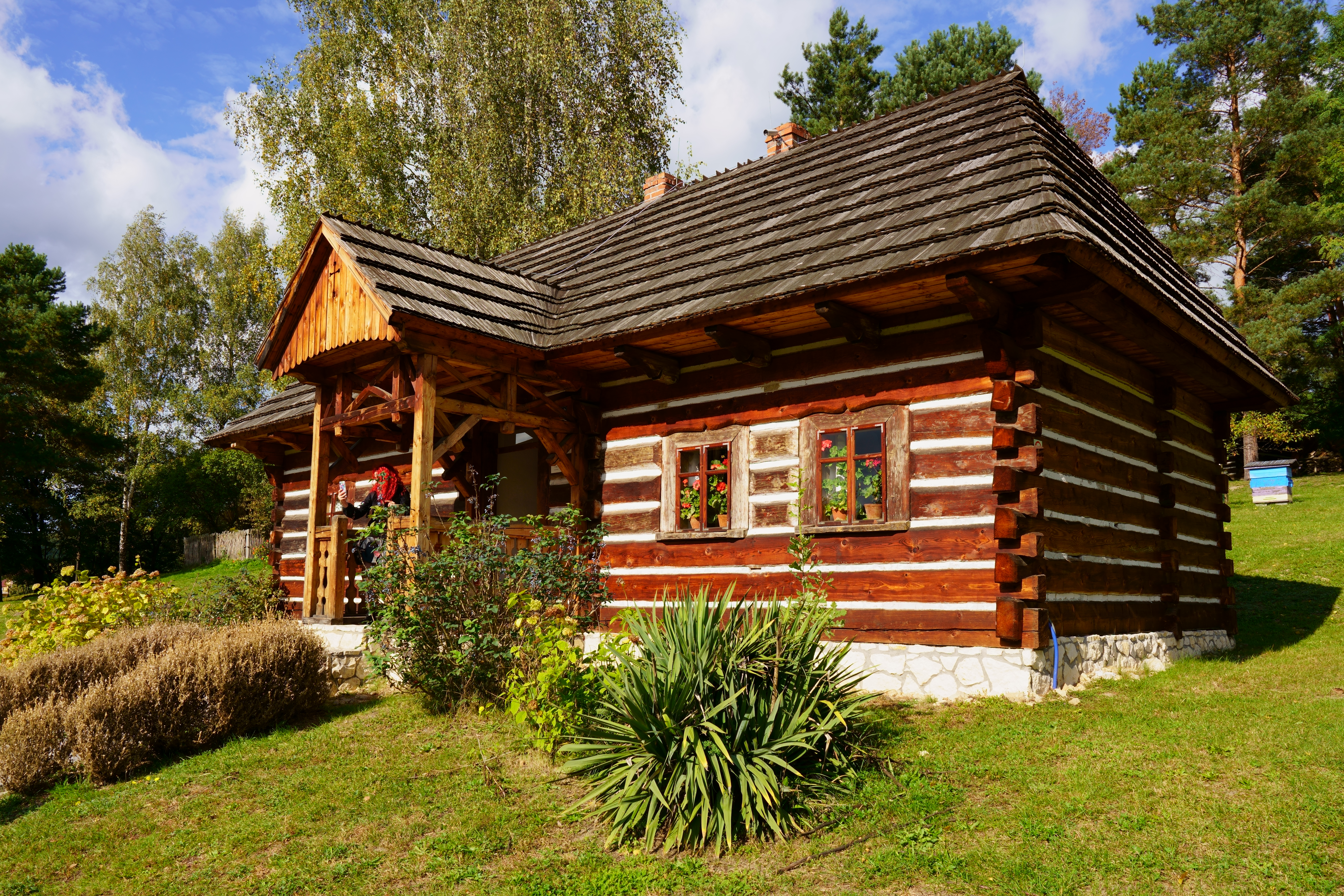
Plebania z Bęczyna
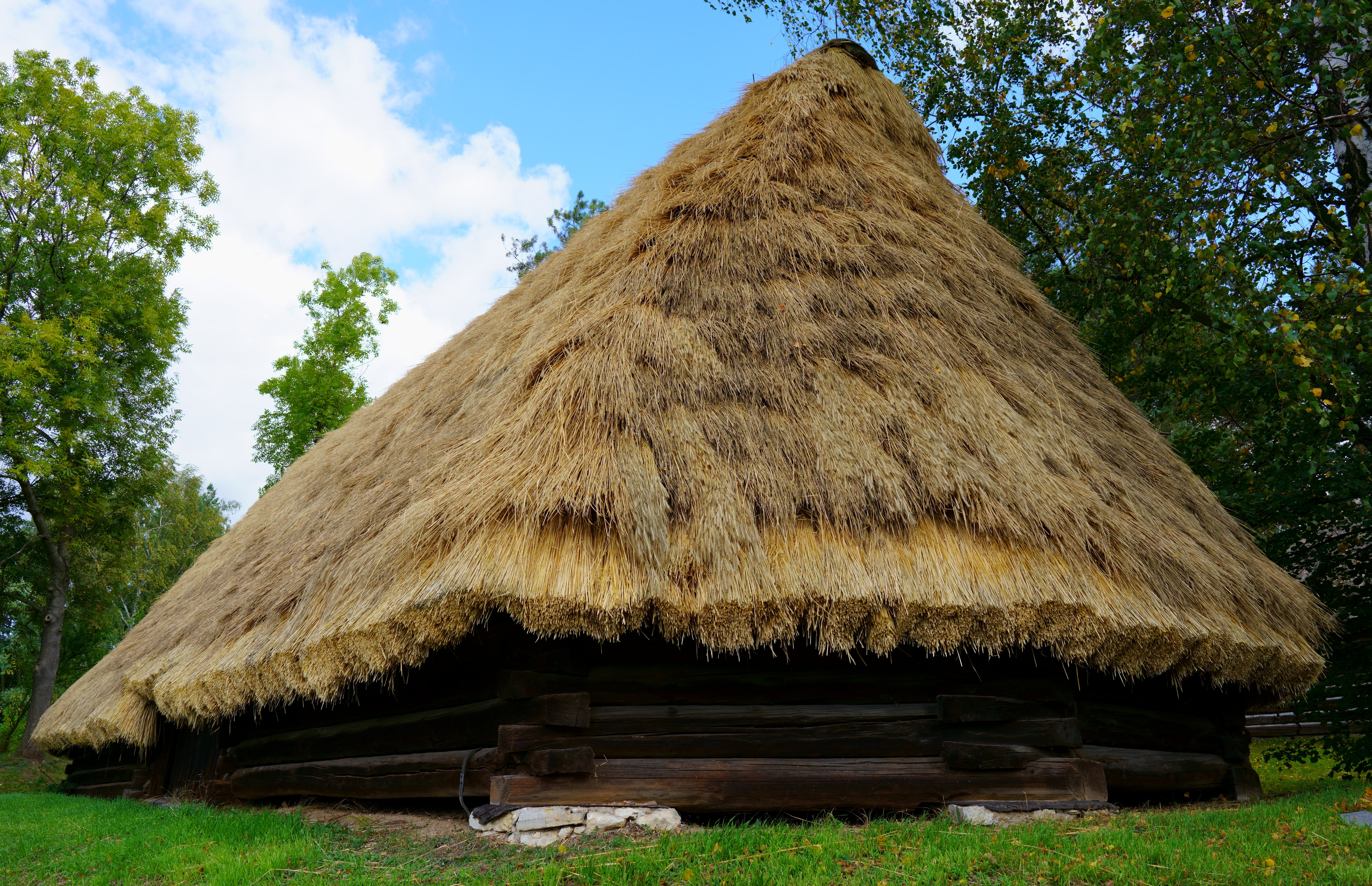
Ośmioboczna stodoła z Kaszowa